# ポケモンダッシュ
『ポケモンダッシュ』は2004年12月2日（ニンテンドーDS本体と同時）に株式会社ポケモンより発売したレースゲーム（公称ジャンルは"アクションレースゲーム"）である。

## 概要
ニンテンドーDSの特徴である「タッチペン（スタイラス）」を使ったレースゲーム。画面にタッチペンをスライドさせる事でピカチュウをその方向にダッシュさせる事が出来る（スライドアクション）。また、「DSワイヤレス通信」を使用した通信対戦で、最大2-6人の対戦が可能。使えるキャラクターはピカチュウのみである。
この作品において、発売した年の劇場版作品に先行登場したゴンベがゲームに初登場した。

## コース
本作品はグリーン、ホワイト、ブルー、イエロー、レッドの5つのカップがあり、それぞれ5つのコースがある。

### グリーンカップ
1. わかくさはらっぱ
2. かけぬけルート
3. うみべのさんぽみち
4. マンキーのあしあと
5. ピカチュウ・アイランド

### ホワイトカップ
1. まっしろランド
2. しれんのぬまち
3. みずうみのひみつ
4. ひびわれへいげん
5. ラブカス・アイランド

### ブルーカップ
1. ジグザグロード
2. みちびきのけいりゅう
3. ドロンこうげん
4. ほしのみずうみ
5. ジラーチ・マウンテン

### イエローカップ
1. ドーブルのしるし
2. ようがんのしま
3. ひょうけつのしま
4. すなのしま
5. パレット・アイランド

### レッドカップ
1. くるくるそうげん
2. しゃくねつランド
3. うずまきラグーン
4. こごえのらせん
5. ポケパーク・アイランド

## ダブルスロット
本ゲームは通信機能だけでなく、ニンテンドーDSのダブルスロット機能を用いた連動も用意されている。ニンテンドーDS本体にポケットモンスター ルビー・サファイアなど本ゲーム対応のゲームボーイアドバンス用ソフトも差し込めば、GBA用ソフトの手持ちポケモンのデータを送り込む事ができ、GBA用ソフトの手持ちポケモンの形をしたマップが登場する。 ただし、この機能を利用するにはレギュラーグランプリをクリアさせる必要がある。